# Glom
Glom è un software libero per la creazione e gestione di database e fa parte della suite per l'ufficio GNOME Office.
È multipiattaforma. Viene sviluppato principalmente da Murray Cumming, un inglese che lavora a Monaco di Baviera.
Glom consente di creare database, inserire dati, eseguire interrogazioni al DB (query) e processare i dati. Tutti i componenti del database creato (tabelle, query, moduli ecc.) sono memorizzati all'interno del database stesso, rendendo tra l'altro più semplice la condivisione dei dati.
Glom può connettersi a differenti DBMS, tra cui MySQL e PostgreSQL ma può lavorare anche senza di essi.
È possibile lavorare senza un database server, utilizzando il motore di database builtin (incorporato) PostgreSQL con un set appositamente ridotto di librerie, in modo da memorizzare tutti i dati e i componenti del nostro data base all'interno di un unico file, come fanno prodotti commerciali come Access e FileMaker Pro o altri open come Base o Kexi.
Glom offre la possibilità di creare delle form per fornire un'interfaccia per interagire con il vostro database (inserimento, modifica, eliminazione dati ecc.), creare dei report in base alle nostre esigenze che possono essere visualizzati e/o stampati, creare degli script in Python per automatizzare le nostre attività di routine e creare delle macro in maniera similare a quanto accade utilizzando FileMaker Pro, il quale costituisce il suo target di riferimento e confronto.
Per il momento non consente l'importazione diretta delle tabelle di FileMaker, come invece fa il suo omologo open Kexi nei confronti di Microsoft Access (proprio riferimento).
Permette tra l'altro: il supporto per le periferiche embedded, il locking dinamico delle tabelle e la generazione delle interfacce tramite Drag and drop.
Tecnicamente può essere considerato anche un RAD (Rapid Application Development; una interfaccia grafica per lo sviluppo rapido di applicazioni destinate alla gestione di basi di dati).
L'idea del team di sviluppo del progetto Glom è quella di fornire un'alternativa libera a sistemi database proprietari analoghi come ad esempio Microsoft Access, FileMaker e FoxPro.
Glom è creato usando gtkmm, un wrapper C++ per GTK+. Usa il Document/View model per Bakery, il parser libxml++ C++ XML. Utilizza Python per customizzare i campi calcolati. L'accesso al server database PostgreSQL avviene usando le librerie libgda.